# UCI-Cyclocross-Weltcup 2008/09
Beim UCI-Cyclocross-Weltcup 2008/09 wurden von Oktober 2008 bis Januar 2009 durch die Union Cycliste Internationale Weltcup-Sieger im Cyclocross ermittelt. 

## Elite

### Frauen
| Rnd | Datum             | Ort            | Erste                | Zweite            | Dritte               |
| --- | ----------------- | -------------- | -------------------- | ----------------- | -------------------- |
| 1   | 10. Oktober 2008  | Kalmthout      | Daphny van den Brand | Hanka Kupfernagel | Pavla Havlíková      |
| 2   | 26. Oktober 2008  | Tábor          | Hanka Kupfernagel    | Maryline Salvetat | Pavla Havlíková      |
| 3   | 9. November 2008  | Pijnacker      | Hanka Kupfernagel    | Katherine Compton | Kateřina Nash        |
| 4   | 29. November 2008 | Koksijde       | Katherine Compton    | Hanka Kupfernagel | Daphny van den Brand |
| 5   | 21. Dezember 2008 | Nommay         | Katherine Compton    | Hanka Kupfernagel | Georgia Gould        |
| 6   | 26. Dezember 2008 | Heusden-Zolder | Marianne Vos         | Hanka Kupfernagel | Daphny van den Brand |
| 7   | 18. Januar 2009   | Roubaix        | Katherine Compton    | Hanka Kupfernagel | Daphny van den Brand |
| 8   | 25. Januar 2009   | Mailand        | Daphny van den Brand | Hanka Kupfernagel | Maryline Salvetat    |

Gesamtwertung
| Platz | Name                     | Punkte |
| ----- | ------------------------ | ------ |
| 1     | Hanka Kupfernagel        | 420    |
| 2     | Daphny van den Brand     | 365    |
| 3     | Katherine Compton        | 270    |
| 4     | Maryline Salvetat        | 244    |
| 5     | Christel Ferrier-Bruneau | 235    |
| 6     | Pavla Havlíková          | 229    |

### Männer
| Rnd | Datum             | Ort            | Erster          | Zweiter             | Dritter         |
| --- | ----------------- | -------------- | --------------- | ------------------- | --------------- |
| 1   | 10. Oktober 2008  | Kalmthout      | Sven Nys        | Niels Albert        | Kevin Pauwels   |
| 2   | 26. Oktober 2008  | Tábor          | Niels Albert    | Zdeněk Štybar       | Martin Bína     |
| 3   | 9. November 2008  | Pijnacker      | Lars Boom       | Niels Albert        | Sven Nys        |
| 4   | 29. November 2008 | Koksijde       | Erwin Vervecken | Sven Nys            | Zdeněk Štybar   |
| 5   | 7. Dezember 2008  | Yurre          | Sven Nys        | Klaas Vantornout    | Erwin Vervecken |
| 6   | 21. Dezember 2008 | Nommay         | Lars Boom       | Sven Nys            | Bart Wellens    |
| 7   | 26. Dezember 2008 | Heusden-Zolder | Thijs Al        | Sven Vanthourenhout | Kevin Pauwels   |
| 8   | 18. Januar 2009   | Roubaix        | Erwin Vervecken | Zdeněk Štybar       | Sven Nys        |
| 9   | 25. Januar 2009   | Mailand        | Sven Nys        | Lars Boom           | Zdeněk Štybar   |

Gesamtwertung
| Platz | Name          | Punkte |
| ----- | ------------- | ------ |
| 1     | Sven Nys      | 620    |
| 2     | Bart Wellens  | 502    |
| 3     | Zdeněk Štybar | 497    |
| 4     | Kevin Pauwels | 472    |
| 5     | Lars Boom     | 426    |
| 6     | Thijs Al      | 402    |

## U23

### Männer
| Rnd | Datum             | Ort            | Erster            | Zweiter                 | Dritter        |
| --- | ----------------- | -------------- | ----------------- | ----------------------- | -------------- |
| 1   | 26. Oktober 2008  | Tábor          | Philipp Walsleben | Aurélien Duval          | Tom Meeusen    |
| 2   | 9. November 2008  | Pijnacker      | Philipp Walsleben | Kenneth Van Compernolle | Jim Aernouts   |
| 3   | 26. Dezember 2008 | Heusden-Zolder | Philipp Walsleben | Cristian Cominelli      | Aurélien Duval |
| 4   | 18. Januar 2009   | Roubaix        | Philipp Walsleben | Aurélien Duval          | Ondřej Bambula |

Gesamtwertung
| Platz | Name                    | Punkte |
| ----- | ----------------------- | ------ |
| 1     | Philipp Walsleben       | 240    |
| 2     | Aurélien Duval          | 169    |
| 3     | Kenneth Van Compernolle | 139    |
| 4     | Ondřej Bambula          | 129    |
| 5     | Cristian Cominelli      | 109    |

## Junioren

### Männer
| Rnd | Datum             | Ort            | Erster        | Zweiter           | Dritter        |
| --- | ----------------- | -------------- | ------------- | ----------------- | -------------- |
| 1   | 26. Oktober 2008  | Tábor          | Tijmen Eising | Lars van der Haar | Matej Lasak    |
| 2   | 9. November 2008  | Pijnacker      | Tijmen Eising | Sean De Bie       | Wietse Bosmans |
| 3   | 26. Dezember 2008 | Heusden-Zolder | Sean De Bie   | Lars van der Haar | Tijmen Eising  |
| 4   | 18. Januar 2009   | Roubaix        | Tijmen Eising | Wietse Bosmans    | Zach McDonald  |

Gesamtwertung
| Platz | Name              | Punkte |
| ----- | ----------------- | ------ |
| 1     | Tijmen Eising     | 225    |
| 2     | Lars van der Haar | 175    |
| 3     | Wietse Bosmans    | 163    |
| 4     | Sean De Bie       | 138    |
| 5     | Luca Braidot      | 96     |